# Луцій Пінарій Скарп
Лу́цій Піна́рій Скарп (лат. Lucius Pinarius Scarpus, 67 до н. е. — після 27 до н. е.) — військовий діяч часів падіння Римської республіки.

## Життєпис
Походив з патриціанського роду Пінаріїв. Син Луція Пінарія, онук Юлії, сестри диктатора Гая Юлія Цезаря. У 44 році до н. е. в заповіті Цезаря був оголошений одним з його спадкоємців у розмірі однієї восьмої частини майна. Підтримував Марка Антонія.
У 42 році до н. е., просуваючись до Філіпп, Марк Антоній призначив його префектом м. Амфіполя на чолі легіону. Після цього очолив XXII Дейотарова легіону. У 31—30 роках до н. е. Пінарій керував Киренаїкою за призначенням Марка Антонія. Після битви при Акціумі відмовився надати допомогу Марку Антонію. У 30 році до н. е. перейшов на бік Октавіана Августа разом зі своїм військом, рушивши до Александрії. Зберігав свою посаду до 27 року до н. е., був оголошений імператором за перемогу над повсталими лівійськими племенами. Водночас отримав право на карбування монет. Подальша доля невідома.